# Осувко (Західнопоморське воєводство)
Осувко (пол. Osówko) — село в Польщі, у гміні Тихово Білоґардського повіту Західнопоморського воєводства.
Населення — 353 особи (2011).
У 1975-1998 роках село належало до Кошалінського воєводства.

## Демографія
Демографічна структура станом на 31 березня 2011 року:
|          | Загалом | Допрацездатний вік | Працездатний вік | Постпрацездатний вік |
| -------- | ------- | ------------------ | ---------------- | -------------------- |
| Чоловіки | 168     | 32                 | 123              | 13                   |
| Жінки    | 185     | 38                 | 110              | 37                   |
| Разом    | 353     | 70                 | 233              | 50                   |